# Katzenauge (Roman)
Katzenauge ist der Titel eines Romans der kanadischen Schriftstellerin Margaret Atwood, 1989 erschienen unter dem englischen Titel Cat’s Eye (in deutscher Übersetzung 1990).

## Inhalt
Die Ich-Erzählerin des Romans, die Malerin Elaine Risley, erinnert sich anlässlich ihrer Ausstellung in Toronto an ihre Kindheit und Jugend in der Nachkriegszeit, besonders an die doppelbödige Freundschaft mit Cordelia – dem Quälgeist ihrer Kindheit. Als Anführerin eines Mädchenzirkels gewinnt Cordelia Macht über Elaine, bis diese nach Jahren das falsche Spiel durchschaut und sich befreit abwendet. Ihr Talisman ist eine Murmel, ein schillerndes Katzenauge.
Die erwachsene Elaine studiert schließlich Kunst, und der Roman vermittelt neben der persönlichen Entwicklung Elaines auch Einblicke in Kultur und Lebensstil der 1970er Jahre, besonders hinsichtlich der kanadischen Frauenbewegung und der Kunstszene.
Es gibt Vermutungen über autobiographische Aspekte des Romans, da einige Gemeinsamkeiten zwischen der Autorin und der Protagonistin auffallen, etwa den Beruf des Vaters, der Entomologe ist. Atwood hat sich nicht näher zu etwaigen Parallelen geäußert.

## Deutungsansatz
Der Roman ist eine Kindheits- und Adoleszenzstudie, in der bis ins Detail die psychologischen Mechanismen aufgezeigt werden, welche die etwa fünfzigjährige Erzählerin als Mädchen geprägt haben. Wie sie sich in ihren Erinnerungen an ihre Kindheit und Jugend in Toronto vergegenwärtigt, war sie als schüchternes junges Mädchen nicht dazu in der Lage, sich gegen das üble Machtspiel und die Schikanierung durch Cordelia zu wehren, die sie immer wieder einschüchterte, demütigte und bloßstellte.
Stattdessen legte sie sich ihr titelgebendes „Katzenauge“ zu, das sie mit ungeahnter Kraft beschützte, indem Elaine die Menschen und die Welt um sie herum so sieht, wie das Katzenauge dies tut: „Manchmal, wenn ich es bei mir habe“, kann ich sehen, wie es sieht. Ich sehe die Menschen, die sich wie muntere lebendige Puppen bewegen und den Mund auf- und zuklappen, aber ohne richtige Worte von sich zu geben. Ich sehe ihre Formen und Größen, ihre Farben, ohne sonst auch nur das Geringste zu fühlen."
In der schmerzhaften Beziehung zu Cordelia bildet Elaine eine spezifische Form der sinnlichen Wahrnehmung aus, die in ihrem weiteren Leben den Eindruck von Gefühlskälte vermittelt und sie stark belastet. Zugleich vermittelt diese besondere Wahrnehmungsform als „Katzenauge“ ihr jedoch einen distanzierten Beobachterblick, der sie wiederum für ihr späteres Schaffen als Malerin und Künstlerin prädisponiert.
Erzähltechnisch ist die Darstellungsform durch eine „doppelte und verschränkte Perpespektivik“ geprägt: Viele der Erinnerungen werden doppelt erzählt, einerseits aus der beschränkten, „naiv-unschuldigen“ Perspektive der heranwachsenden Elaine, andererseits aus der „ironisch gefärbten“ Sichtweise der Erzählerin im Alter von 50 Jahren. Auf diese Weise entsteht ein „Stimmungsbild, dass die Verletzungen des Kindes in ihrem ganzen Ausmaß spüren lässt.“

## Auszeichnungen
- 1989: Toronto Book Awards